# Kaukázusi gímszarvas
A kaukázusi gímszarvas vagy maralszarvas (Cervus elaphus maral) az emlősök (Mammalia) osztályának párosujjú patások (Artiodactyla) rendjébe, ezen belül a szarvasfélék (Cervidae) családjába tartozó gímszarvas (Cervus elaphus) egyik európai alfaja.

## Előfordulása
A kaukázusi gímszarvas a Kaukázusban, Anatóliában és a Kaszpi-tengertől délre eső vidékeken fordul elő. Északnyugat-Iránban is vannak állományai. A magyar honfoglalás korában még a Kárpát-medencében is élt és vadászták.

## Megjelenése
Ez az alfaj a legnagyobb a gímszarvasalfajok között. Télen bundája szürkés, jól látható sárga tükörrel. Nyáron színezete vöröses. Combja, marja és testének alsó része fekete vagy sötétbarna. Nyaksörénye nincsen. Agancsának mérete vetekedhet a sziklás-hegységi vapitiéval.